# Bánh bí ngô
Bánh bí ngô ( Tiếng Anh: Pumpkin pie) hay bánh bí đỏ, là một loại bánh tráng miệng có xuất xứ từ Mỹ. Bí ngô được coi là biểu tượng của thời gian thu hoạch, vì thế bánh bí ngô thường được ăn vào mùa thu hoặc đầu mùa đông. Tại Mỹ và Canada, món bánh này thường được ăn vào những ngày lễ như lễ Tạ ơn hoặc vào mùa bí ngô. Bánh bí ngô làm rất đơn giản, phần nhân bên trong chủ yếu là bí đỏ, có vị béo của sữa, và rất nhiều gia vị được trộn chung. Thường thì gia vị làm bánh bí ngô có quế, gừng, nhục đậu khấu, đinh hương, và có thể cả tiêu.